# Consejero superior del presidente de los Estados Unidos
El consejero superior del presidente de los Estados Unidos (en inglés: Senior Advisor to the President of the United States) es un título usado dentro del Poder Ejecutivo del Gobierno federal de los Estados Unidos para varias posiciones. Ha sido usado formalmente desde 1993.

## Responsabilidades
En la Oficina Ejecutiva del Presidente de los Estados Unidos, el título ha sido usado en distintas capacidades:
- Oficina de Iniciativas Estratégicas de la Casa Blanca
- Asuntos Intergubernamentales
- Asuntos Políticos
- Relaciones Públicas
- Comunicaciones

Previo a 1993, el cargo de «consejero superior» fue usado en distintos departamentos del Poder Ejecutivo de los Estados Unidos y en las agencias independientes de sus ramas. Por ejemplo, la Administración de Alimentos y Medicamentos incluye una posición llamada el Consejero Superior para la Ciencia. El Departamento del Interior de los Estados Unidos incluye, por ejemplo, un Consejero Superior para los Asuntos de Alaska.

## Lista de consejeros superiores
| Imagen    | Nombre               | Estado de Residencia | Comenzó                 | Terminó              | Presidente     |
| --------- | -------------------- | -------------------- | ----------------------- | -------------------- | -------------- |
| Karl Rove | Karl Rove            | Texas                | 21 de enero de 2001     | 31 de agosto de 2007 | George W. Bush |
|           | Barry Steven Jackson | Ohio                 | 1 de septiembre de 2007 | 19 de enero de 2009  | George W. Bush |
|           | Pete Rouse           | Dakota del Sur       | 20 de enero de 2009     | 1 de octubre de 2010 | Barack Obama   |
|           | David Axelrod        | Illinois             | 20 de enero de 2009     | 10 de enero de 2010  | Barack Obama   |
|           | Valerie Jarrett      | Illinois             | 20 de enero de 2009     | 20 de enero de 2017  | Barack Obama   |
|           | David Plouffe        | Delaware             | 10 de enero de 2011     | 20 de enero de 2017  | Barack Obama   |
|           | Jared Kushner        | Nueva York           | 20 de enero de 2017     | 20 de enero de 2021  | Donald Trump   |
|           | Elon Musk            | California           | 20 de enero de 2025     | 30 de mayo de 2025   | Donald Trump   |
|           | Massad Boulos        |                      | 20 de enero de 2025     | Títular              | Donald Trump   |

- Datos: Q7450652